# Neuroleon (Neuroleon) lesnei
Neuroleon (Neuroleon) lesnei is een insect uit de familie van de mierenleeuwen (Myrmeleontidae), die tot de orde netvleugeligen (Neuroptera) behoort. 
Neuroleon (Neuroleon) lesnei is voor het eerst wetenschappelijk beschreven door Navás in 1931.